# Júlio César Godinho Catole
Júlio César Godinho Catole (ジュリーニョ | sinh ngày 5 tháng 8 năm 1986), thường được biết với tên Julinho, là một cầu thủ bóng đá người Brasil thi đấu cho câu lạc bộ tại J1 League Hokkaido Consadole Sapporo. Ban đầu anh chơi ở vị trí hậu vệ trái, nhưng anh có thể đảm nhiệm vị trí hậu vệ chạy cánh trái, tiền vệ trái, hay thậm chí tiền đạo chạy cánh trái.

## Thống kê câu lạc bộ
Cập nhật đến ngày 23 tháng 2 năm 2018.
| Thành tích câu lạc bộ | Thành tích câu lạc bộ | Thành tích câu lạc bộ | Giải vô địch | Giải vô địch | Cúp                   | Cúp                   | Cúp Liên đoàn | Cúp Liên đoàn | Tổng cộng | Tổng cộng |
| Mùa giải              | Câu lạc bộ            | Giải vô địch          | Số trận      | Bàn thắng    | Số trận               | Bàn thắng             | Số trận       | Bàn thắng     | Số trận   | Bàn thắng |
| Nhật Bản              | Nhật Bản              | Nhật Bản              | Giải vô địch | Giải vô địch | Cúp Hoàng đế Nhật Bản | Cúp Hoàng đế Nhật Bản | J. League Cup | J. League Cup | Tổng cộng | Tổng cộng |
| --------------------- | --------------------- | --------------------- | ------------ | ------------ | --------------------- | --------------------- | ------------- | ------------- | --------- | --------- |
| 2016                  | Consadole Sapporo     | J2 League             | 34           | 12           | 0                     | 0                     | –             | –             | 34        | 12        |
| 2017                  | Consadole Sapporo     | J1 League             | 10           | 2            | 0                     | 0                     | 1             | 0             | 11        | 2         |
| Tổng                  | Tổng                  | Tổng                  | 44           | 14           | 0                     | 0                     | 1             | 0             | 45        | 14        |